# Bill Oates
Bill Oates, né le 15 octobre 1939 et mort le 5 février 2020, est un ancien entraîneur américain de basket-ball. 